# سلونيم
سلونيم (بالبيلاروسية: Сло́нім) (بالروسية: Сло́ним) (بالليتوانية: Slanimas) (بالبولندية: Słonim) هي مدينة في أوبلاست غرودنو، بيلاروسيا. تبعد عن مدينة غرودنو مسافة 143 كـم (89 ميل). بلغ عدد سكان المدينة 49,739 نسمة في 2015.

## توأمة
لسلونيم اتفاقيات توأمة مع كل من:
- تورجوك
- سرغيايف بوساد
- أوغوستوف

## أعلام
- ماكس خان
- يفغيني بال
- ميشيل سيما

## وصلات خارجية
- Photos on Radzima.org